# Epicampoptera heringi
Epicampoptera heringi is een vlinder uit de familie eenstaartjes (Drepanidae). De wetenschappelijke naam van deze soort is voor het eerst geldig gepubliceerd in 1927 door Gaede.
De soort komt voor in tropisch Afrika.